# Жестова мова північноамериканських індіанців

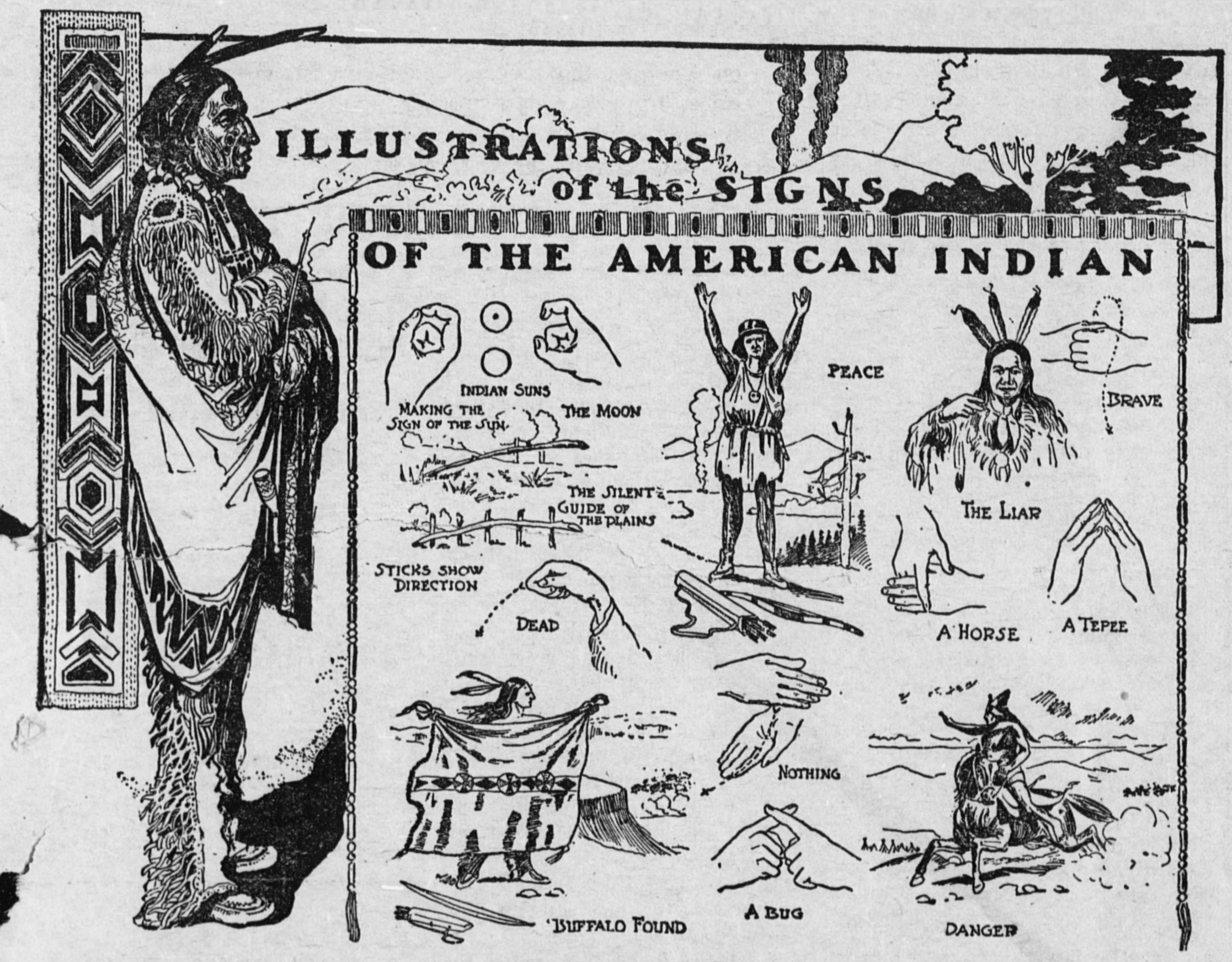
Ілюстрація з газети 1900 року, демонструється кілька знаків жестової мови індіанців

Жестова мова північноамериканських індіанців — універсальний засіб спілкування, що був винайдений індіанцями Великих Рівнин, які говорили різними мовами. Включала близько 500 знаків, які зображувалися певними рухами рук, положенням голови та виразами обличчя.

## Історія та географія
Конкретний час виникнення жестової мови північноамериканських індіанців не відомий. Європейці, що вперше з'явилися на  Великих Рівнинах, уже стверджували про використання індіанцями жестової мови . Це підтверджують записи Кабеса де Вака у 1527 році та Васкеса де Коронадо у 1541 році.

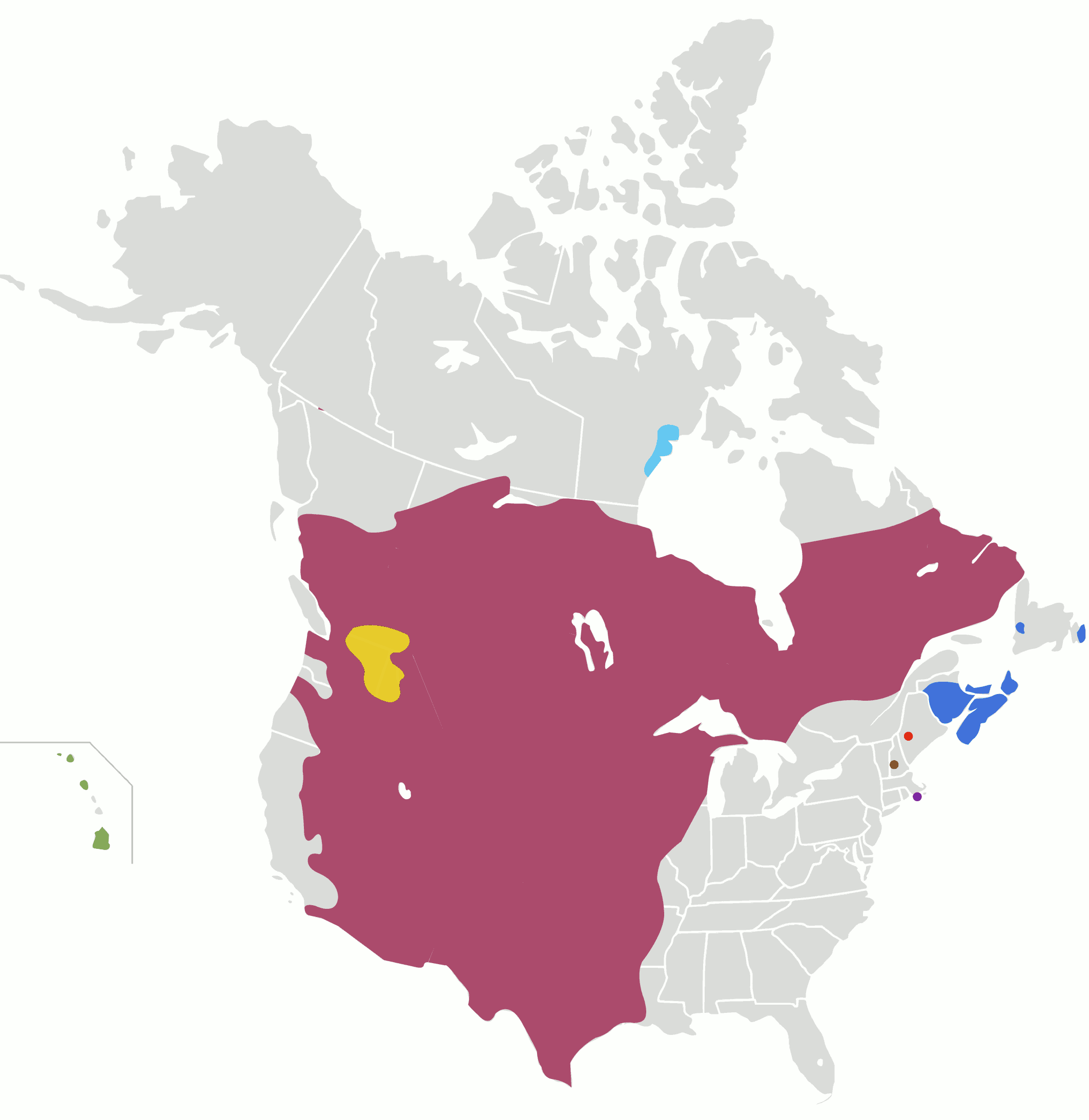
Червоним позначено розповсюдження жествової мови у 1930-х роках

Ця мова була зрозумілою представника десятків народів та племен на величезній території в 2,6 млн км² від прерій Альберти на півночі до Ріо-Гранде на півдні, від Міссісіпі на сході до Невади та Орегону на заході. У часи освоєння Дикого Заходу його знало чимало білих торговців, скупщиків хутра та траперів. Більшість індіанців вважала, що жестову мову винайшли кайова, адже саме вони були найбільш обізнані у використанні жестової мови, водночас найменш обізнаними були найбільш віддалені від кайова племена. Хоча найбільш імовірно, що високий рівень знання жестової мови кайова був зумовлений тим, що це плем'я мешкало на географічному перехресті: команчи, ліпани та тонкава — на півдні, сіу, кроу, східні шошони, чорноногі та інші — на півночі. Кайова були посередниками між племенами у справах і війни, і миру, тож по необхідності були розповсюджувачами жестової мови, проте винайдення цієї мови саме ними не є однозначним. Жестова мова широко розповсюдилася у преріях і на час появи білих людей ця мова вже була швидким та віртуозним замінником словесного мовлення.                
У 1885 році жестовою мовою користувалося більше 110 тисяч індіанців з племен сіу, шеєнів, чорноногих, арапахо та кайова. Офіцер армії США Вільям Кларк, що цікавився звичаями та культурою індіанців прерій, описав жестову мову  північноамериканських індіанців у своїй книзі «Індіанська жестова мова» (англ. The Indian Sign Language), яка була опублікована у 1885 році.
Але сьогодні існує вже не так багато людей, які знають жестову мову північноамериканських індіанців.